# Виллибальд
Виллибальд (лат. Willibaldus; ок. 700, Хэмпшир — 7 июля 787, Айхштет) — святой Католической церкви (день памяти 7 июля), первый епископ епархии Айхштета, бенедиктинский монах, один из просветителей Германии. C 2006 почитается православным святым, как местночтимый святой Берлинской и Германской епархии РПЦ МП.

## Биография
Виллибальд родился в Англии, в Хемпшире. Сын святого Ричарда Уэссекского, брат святого Вунибальда и святой Вальпурги. Детство и юность провёл в монастыре Уолтхэм, где получил хорошее образование.
Около 720 года покинул Англию и направился в Рим. Проведя там некоторое время совершил паломничество в Святую Землю. По дороге был взят в плен сарацинами, но позднее отпущен. Побывал также в Константинополе и Никее. Около 729 года вернулся в Италию, где около 10 лет подвизался в главном бенедиктинском монастыре Монтекассино.
По истечении этого срока был рекомендован его дядей святым Бонифацием для миссии, и в 740 году был направлен папой Григорием III в Германию. Центром его миссии стал город Айхштет. В 741 году Виллибальд был хиротонисан в епископы, его кафедра располагалась первоначально в Эрфурте, позднее в Айхштете. Виллибальд основал ряд немецких монастырей, в том числе в Хайденхайме и Зольнхофене. Умер в 787 году в Айхштете.
Главным источником сведений о жизни святого служат его воспоминания, надиктованные им своей родственнице, монахине из Хайденхайма. Воспоминания Виллибальда легли в основу более поздних житий святого, главным из которых стало сочинение Hodoeporicon («Путевые заметки святого Виллибальда»). Фрагменты, посвящённые путешествиям в Иерусалим и Константинополь, содержат важные исторические сведения.